# Maksim Amelin
Maksim Amelin (in russo Макси́м Альбе́ртович Аме́лин?; Kursk, 7 gennaio 1970) è un poeta, traduttore e critico letterario russo.
Capo redattore della casa editrice “OGI” dall’anno 2008.

## Biografia
Nel 1988 Maksim Amelin termina i suoi studi commerciali nel college di Kursk, prima di servire nell’esercito come soldato semplice.
Dal 1991 al 1994, egli studia presso l’Istituto letterario Maksim Gorky di Mosca, partecipando ai seminari di Olesya Aleksandrovna. Dal 1995 lavora come direttore commerciale presso la casa editrice “Symposium” mentre dal 2008 diventa capo redattore della casa editrice “OGI”. Vive a Mosca ed è sposato con la poetessa Anna Zolotaryova.
Amelin Maksim pubblica all’interno della rivista “Novy Mir”, “Znamya”, “Arion  (rivista)” e in altre riviste di spessore. È autore dei libri di poesia “Dubia”, “Kholodnye ody”, “Kon Gorgony” e di numerose traduzioni dal latino e dal greco antico.
Lo stile creativo di Maksim Amelin è stato identificato da Tatyana Bek, che lo ha definito “un innovatore arcaico”. La poesia russa del XVIII secolo e i poeti dell'antichità classica hanno avuto una grande influenza sul suo lavoro . Si è occupato della traduzione di opere di Catullo, Pindaro, Omero e di altri classici antichi.
Oltre alla letteratura e alle traduzioni, Maksim Amelin si occupa di editoria.

## Opere
- Kholodnye ody — М.: Symposium, 1996.
- Dubia — SPB.: Ina-Press, 1999. — 99 s.
- Kon Gorgony  — M.: Vremya, 2003. — 124 s.
- Devyat izmereny. Antologiya noveyshey russkoy poezii. Sost. B. Kenzheev, M. Amelin, P. Barskova, S. Timofeev, D. Vodennikov, D. Davydov, D. Kuzmin, K. Marennikova, M. Mauritsio, I. Kukulin. — M.: Novoe literaturnoe obozrenie, 2004. — 408 s.
- Gnutaya rech — M.: B. S. G. Press, 2011. — 464 s.

## Traduzioni
- Catullo. Izbrannaya lirika. / tradotta da M. Amelin (Seriya "Antichnaya biblioteka". Razdel "Antichnaya literatura"). — CPB.: Aleteiya, 1997. XVI+304 s.
- Catullo. Stikhotvoreniya. / Traduzione di Amelin. (Seriya "bilingva") — M.: Тekst, 2010.
- Priapea. / tradotta dal latino da M. Amelin — M.; Letny sad, 2003. — 122 s.

## Premi e riconoscimenti
- Premio “Antibuker” (1998)
- Premio della rivista “Novy mir”
- Premio “Moskovsky schyot” (2004)
- Premio di "Bunin"  (2012)
- Premio “Solzhenitsyn” (2013) - ottenuto "per le sue esperienze innovative che trascendono i confini e le possibilità della poesia lirica, per il suo sviluppo delle diverse tradizioni della poesia russa e le sue numerose attività per il bene della letteratura.[4]

- Premio “Poet” (2017)